# Peonia (gmina)
Peonia (gr. Δήμος Παιονίας, Dimos Peonias) – gmina w Grecji, w administracji zdecentralizowanej Macedonia-Tracja, w regionie Macedonia Środkowa, w jednostce regionalnej Kilkis. W 2011 roku liczyła 28 493 mieszkańców. Powstała 1 stycznia 2011 roku w wyniku połączenia dotychczasowych gmin: Polikastro, Ewropos, Aksiupoli i Gumenisa. Siedzibą gminy jest Polikastro, natomiast siedzibą historyczną jest Gumenisa.